# Досугово
Досугово — деревня в Смоленской области России, в Монастырщинском районе. Расположена в западной части области в 11,5 км к северо-западу от Монастырщины, на левом и правом берегу реки Руфы. Соединено автодорогой до Монастырщины. Население — 241 житель (2007 год). Входит в состав Александровского сельского поселения.

## История
Известно как минимум с 1654 года (перешло во владение царя Алексея Михайловича после освобождения Смоленских земель от владычества Речи Посполитой). В 1665 году в селе была «таможня, конская площадка, кабак и мельница». Село было во владении государства до конца XVIII века. В 1781 году в селе 198 дворов, 1113 жителей, 4 лавки, мельница, 5 садов. В межевой книге 1804 года упоминается как владение князя Шаховского И. А., 180 дворов 1022 жителя. Перед реформой 1861 года в селе 91 двор, 717 жителей, проводилась ярмарка. 15 декабря 1867 года в селе была открыта школа, действующая поныне. В своё время в ней учились Герои Советского Союза Козырев П. Г. и Миненков В. С., зам. Министра путей сообщения Петров Т. А. и другие. В 1941—1942 годах в селе находилась подпольная организация под руководством врача Зорока Е. З.

## Экономика
Средняя школа им. А. В. Авдащенкова реорганизована в Досуговский филиал МБОУ Носковской школы, сельхозпредприятие «Досугово» прекратило своё существование.

## Достопримечательности
- Скульптура на братской могиле 776 воинов Советской Армии, погибших в 1941—1943 гг.